# Lampropeltis ruthveni
Lampropeltis ruthveni  (лат.) — неядовитая змея семейства ужеобразных (Calubridae). Видовое название дано в честь американского герпетолога Александра Гранта Рутвена (1882—1971).
Общая длина достигает 80—90 см. Голова короткая, морда несколько закруглённая. Туловище стройное. Внешне несколько напоминает Lampropeltis triangulum с тем же чередованием полос чёрного, белого и красного цвета в окраске. Чёрные и белые полосы очень узкие, шириной в 2-3 чешуи. Чёрные полосы имеют зеленоватую кайму. Количество белых полос 23—34. Верх головы чёрный с красными метками, белая полоса проходит позади головы. Все полосы заходят на брюхо. Красные и чёрные кольца с нижней стороны бледные.
Обитает в Мексике: провинциях Мичоакан, Керетаро, Атлиско и Дуранго.
Любит скальные возвышенности. Активна ночью. Питается ящерицами, грызунами и мелкими змеями.
Это яйцекладущая змея. Самка откладывает до 12 яиц.